# Erenfridus
Erenfridus († 8. Januar) war Priester und Abt des Klosters Marienfeld.

## Leben
Erenfridus war zunächst Prior im Kloster Marienfeld, bevor er 1397 zum Abt ernannt wurde. Die Weihe vollzog Fürstbischof Otto IV. von Hoya im Chor des Nonnenklosters St. Aegidii in Münster. Der Abt konnte Einkünfte in Höhe von 42 niederländischen Gulden in Rinteln und Bielefeld erwerben. Mönch Friedrich von Huda vollendete in der Amtszeit von Erenfridus die heute zerstörte astronomische Uhr im Dom zum Münster.
Zwischen dem Abt und dem Konvent entwickelten sich immer größere Differenzen. Diese führten sogar dazu, dass die Einkünfte des Klosters von den Einkünften des Abtes getrennt wurden. Als sich die Senioren des Klosters und der Graf von Tecklenburg dem Abt widersetzten, setzte Erenfridus das Allerheiligste in der Sakristei aus und schlief dort. In der Kirche selber stellte er seine Pferde unter. Später verließ er zu Ross das Kloster und kam in Herford unter. Er flüchtete weiter an der Burg Sassenberg vorbei und wurde dort auf Befehl des Drosten Johannes Buck gefangen genommen. Dort wurde dem Abt nahegelegt, von seinem Amt zurückzutreten. Dies tat er nach vierjähriger Amtszeit und gab sein hölzernes Abtskreuz ab.
Der Abt wurde freigelassen und blieb einige Zeit im Kloster Hardehausen. Später kehrte er nach Marienfeld zurück und lebte dort lange Zeit. Er starb am 8. Januar eines unbekannten Jahres. Das Nekrologium seines Klosters sagt über ihn: „Erenfridus hat sich als Freund der Gerechten aufgeführt, wenn er auch engstirnig und sehr verhasst war.“